# Broch di Clickimin

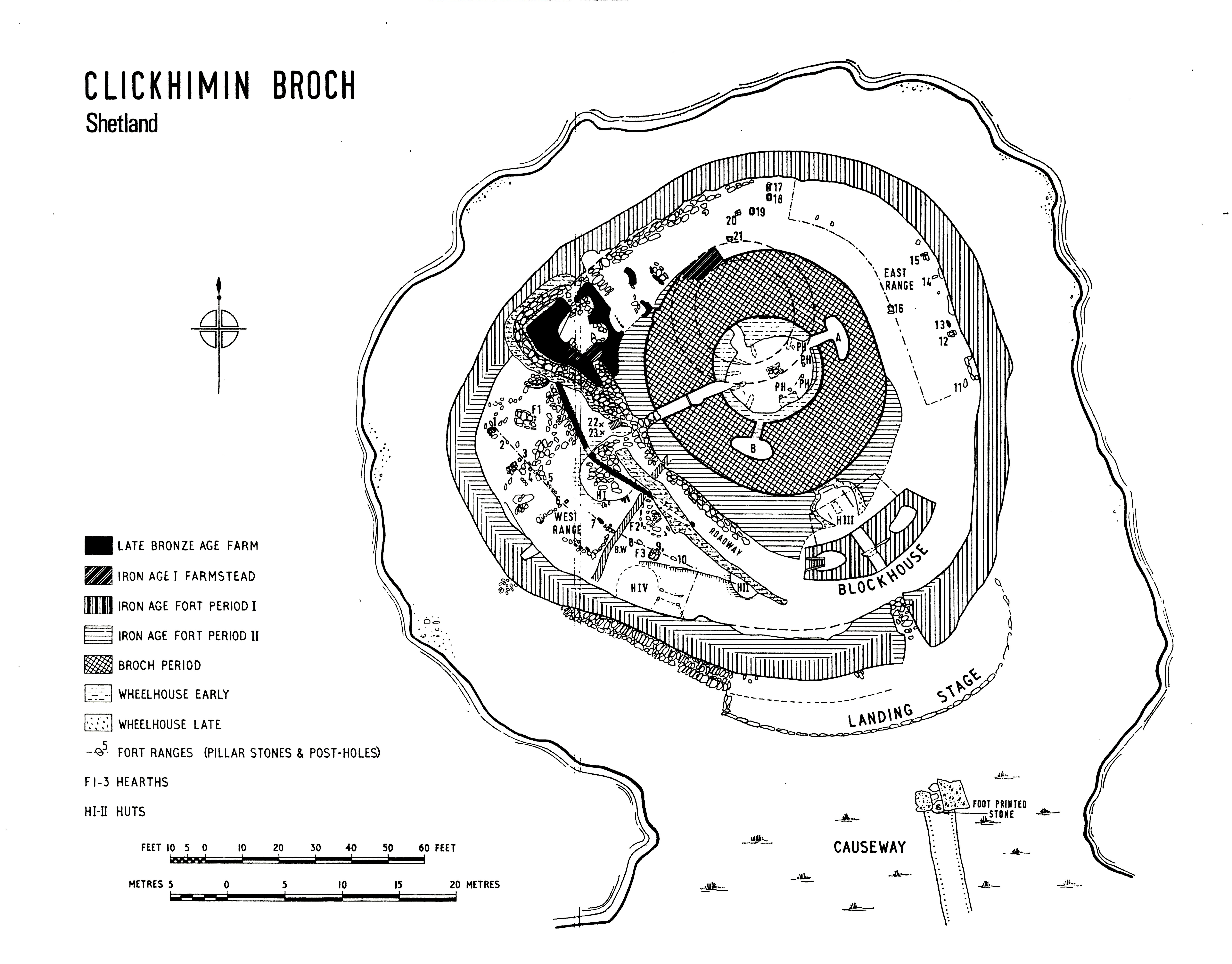
Pianta del sito

Il broch di Clickimin (in inglese: Broch of Clickimin o Clickimin Broch) è una torre antica situata su un isolotto del Loch of Clickimin, nei dintorni della cittadina scozzese di Lerwick, nell'isola di Mainland (Isole Shetland), e risalente al I secolo d.C.
Il sito è gestito dallo Historic Environment Scotland.

## Storia
In origine, si ergeva in loco una fattoria realizzata nel VII secolo a.C., poi sostituita nel V secolo a.C. da una fattoria circolare. In seguito, tale fattoria venne sostituita tra il IV e il III secolo a.C. da popolazioni celtiche da un forte in pietra recintato, a sua volta rimpiazzata nel I secolo d.C. da un broch.
Nel II secolo d.C., le dimensioni del broch di Clickimin vennero ridotte e attorno all'edificio venne realizzata una wheelhouse, oltre ad altri edifici secondari.
Il sito venne abbandonato nel IX secolo, con l'arrivo dei Vichinghi.
Il sito venne restaurato negli anni cinquanta del XVIII secolo dai cosiddetti "gentiluomini di Lerwick", mentre negli anni cinquanta del XX secoli vennero effettuati i primi scavi ad opera di archeologi professionisti.

## Architettura
Il sito si erge su un promontorio che si trova a circa 1 km dal capoluogo di Mainland Lerwick.
Il broch ha un'altezza di 20 metri e un diametro di 9 metri. Al pianterreno si trovano due stanze.